# Aname tropica
Aname tropica är en spindelart som beskrevs av Raven 1984. Aname tropica ingår i släktet Aname och familjen Nemesiidae.
Artens utbredningsområde är Queensland. Inga underarter finns listade i Catalogue of Life.